# Skinnskattebergs landskommun
Skinnskattebergs landskommun var en kommun i Västmanlands län.

## Administrativ historik
Kommunen bildades 1863 i Skinnskattebergs socken i Skinnskattebergs härad i Västmanland. Vid kommunreformen 1952 inkorporerades Gunnilbo landskommun och Heds landskommun. Landskommunen ombildades 1971 till Skinnskattebergs kommun.

### Kyrklig tillhörighet
I kyrkligt hänseende tillhörde kommunen Skinnskattebergs församling. Den 1 januari 1952 tillkom Gunnilbo församling och Heds församling.

## Kommunvapen
Blasonering: I fält av silver två korslagda, med nackarna mot varandra vända, röda bergjärn med stoppsprintar på skaften.
Vapnet fastställdes 1950.

## Geografi
Skinnskattebergs landskommun omfattade den 1 januari 1952 en areal av 694,26 km², varav 632,67 km² land.

### Tätorter i kommunen 1960
| Tätort          | Folkmängd |
| --------------- | --------- |
| Skinnskatteberg | 2 394     |
| Riddarhyttan    | 635       |
| Källfallet      | 320       |
| Färna           | 263       |

Tätortsgraden i kommunen var den 1 november 1960 56,0 procent.

## Politik

### Mandatfördelning i valen 1938-1966
| 20 | 2 |  | 2 |

| 23 |

| 19 | 4 | 2 |

| 23 |

| 20 | 5 |

| 24 |

| 28 |  | 5 | 5 |  |

| 37 |

| 29 | 4 | 5 | 2 |

| 37 |

| 28 | 5 | 4 | 3 |

| 37 |

| 2 | 26 | 5 | 4 | 3 |

| 36 |

| 3 | 25 | 5 | 4 | 3 |

| 37 |